# Tramway d'Omsk
Le tramway d'Omsk est le réseau de tramways de la ville d'Omsk, capitale administrative de l'oblast d'Omsk, en Russie. Le réseau comporte six lignes pour environ 20 kilomètres de voies, mais il a comporté jusqu'à quinze lignes. Le réseau est officiellement mis en service en 1936.

## Réseau actuel

### Aperçu général
Le réseau compte six lignes :
- 1: Pos. Amurskij - Polot
- 2: Kotielnikowa - Polot
- 4: Kotielnikowa - Pos. Amurskij
- 7: Strielnikowa - Pos. Amurskij
- 8: Kotielnikowa - Polot
- 9: Kotielnikowa - 3. Razjezd